# Michelle Stephenson
Michelle Stephenson (* 3. Januar 1977 in Abingdon, Oxfordshire) ist eine britische Sängerin, Songwriterin und Fernsehmoderatorin, die als Gründungsmitglied der britischen Girlgroup Touch (später Spice Girls) bekannt wurde.

## Karriere
Stephenson war lediglich für kurze Zeit in der Band Touch, ehe sie diese wegen ihrer an Krebs erkrankten Mutter verließ und durch Emma Bunton ersetzt wurde. Danach arbeitete sie als Fernsehmoderatorin, Background-Sängerin (u. a. für Ricky Martin und Julio Iglesias) und als Songwriterin.